# Bathypogon brachypterus
Bathypogon brachypterus là một loài ruồi trong họ Asilidae. Bathypogon brachypterus được Macquart miêu tả năm 1838. Loài này phân bố ở miền Australasia.